# Bou
Bou – miejscowość i gmina we Francji, w Regionie Centralnym, w departamencie Loiret.
Według danych na rok 1990 gminę zamieszkiwało 705 osób, a gęstość zaludnienia wynosiła 112 osób/km² (wśród 1842 gmin Regionu Centralnego Bou plasuje się na 541. miejscu pod względem liczby ludności, natomiast pod względem powierzchni na miejscu 1315.).